# А. Г. Мохан
А. Г. Мохан (род. 1945) — индийский учитель йоги, автор и соучредитель Свастха-йоги и Аюрведы. Мохан долгое время был учеником Тирумалая Кришнамачарьи.
Мохан был одним из основателей Кришнамачарья Йога Мандирам (мандир - храм, санскр.) в Ченнае (Индия), и был его почётным секретарём с момента создания в 1976 году до 1989 года.
Мохан также был организатором торжества, посвящённого столетию своего учителя Шри Кришнамачарьи.
Индра Мохан, жена А. Г. Мохана и соучредитель Свастха-йоги и Аюрведы, одна из немногих людей, кто получил диплом аспиранта в йоге Кришнамачарьи.

## Свастха-йога и Аюрведа
А. Г. Мохан представляет свои учения в Индии и на международном уровне под названием "Svastha Yoga & Ayurveda". Слово "svastha" в переводе с санскрита буквально означает «оставаться в своей обители» и означает состояние полного здоровья и душевного равновесия. "Svastha Yoga & Ayurveda", сторонники интегрированного подхода использовали йогу и аюрведу для достижения состояния svastha.

## Работы
- Mohan, A. G. with Ganesh Mohan. Krishnamacharya: His Life and Teachings. Shambhala Publications, 2010. ISBN 978-1-59030-800-4.
- Mohan, A. G., and Indra Mohan. Yoga Therapy: A Guide to the Therapeutic Use of Yoga and Ayurveda for Health and Fitness. Shambhala Publications, 2004. ISBN 978-1-59030-131-9.
- Mohan, A. G. with foreword by Sri Tirumalai Krishnamacharya. Yoga for Body, Breath, and Mind: A Guide to Personal Reintegration. Shambhala Publications, 2002. ISBN 978-1-57062-977-8.
- Mohan, A. G., translator. Yoga-Yajnavalkya. Ganesh & Co., 2000. ISBN 81-85988-15-3.
- Mohan, A. G., translator with Ganesh Mohan. Yoga Yajnavalkya (2nd ed.). Svastha Yoga, 2013. ISBN 978-9810716486.

## Издания по-русски
А. Г. Мохан. Йога для тела, дыхания и разума. Как достичь внутреннего равновесия. М. 1999.